# Рожеве (Самбірський район)
Роже́ве — село в Україні, у Самбірському районі Львівської області. Населення становить 257 осіб. Орган місцевого самоврядування — Добромильська міська рада.

## Розташування
Розташоване за 2 км від Добромиля, при підніжжі гори Радич.
Дороги з твердим покриттям — 1,3 км, ґрунтові дороги — 2 км. Газифікація населеного пункту становить 90%. Відстань до районного центру — 25 км, до пожежної частини — 5 км, лікарні — 5 км, до місцевої ради — 4 км, до обласного центру — 100 км.

## Історія
Колишня німецька колонія Розенбург (нім. Rosenburg). Історична дата заснування — 1784 рік. В містобудівельному відношенні село мало вигляд лінійної однорядної забудови з одного боку вулиці. Станом на 1808 р. у Розенбурзі проживало 120 католиків. Німців у 1940 р. виселили до Вартеґав за програмою Додому в Рейх.
7.5.1946 перейменували село Розенбург П'ятницької сільської Ради Добромильського району на село Рожеве.